# Zeche Minna
Als Zeche Minna sind in den Wittener Ortsteilen Vormholz und Durchholz drei ehemalige Steinkohlenbergwerke bekannt. Die drei Bergwerke waren allesamt Kleinzechen, Besitzer dieser Kleinzechen waren die Gebrüder Wegemann. Es handelt sich dabei um die drei zusammengehörenden Kleinzechen Minna, Minna II und Minna III.

## Bergwerksgeschichte
Im Jahr 1948 wurde das Bergwerk Minna in Betrieb genommen, abgebaut wurde im Flöz Wasserbank. Zwei Jahre später wurde die Zeche Minna II in Vormholz in Betrieb genommen. Im selben Jahr wurde ein Schacht abgeteuft, mit vier Bergleuten wurden 954 Tonnen Steinkohle gefördert. Im Jahr 1955 wurden von elf Bergleuten 3313 Tonnen Steinkohle gefördert. Am 28. Februar des Jahres 1957 wurde die erste Kleinzeche Minna stillgelegt. Am 1. März desselben Jahres kam es zu einem Besitzerwechsel, neuer Besitzer der Kleinzeche war nun die Gewerkschaft Sinspelt I. Im Jahr 1960 wurden von 17 Bergleuten 4910 Tonnen Steinkohle gefördert. Im Jahr 1961 wurde Minna III an der Kohlenstraße 180 in Betrieb genommen. Im Jahr 1962 wurde von 17 Bergleuten die maximale Förderung erbracht, sie betrug 5035 Tonnen Steinkohle. Am 23. Juni des Jahres 1964 wurde der Betrieb auf Minna III eingestellt, kurz darauf erfolgte die knappschaftliche Abmeldung.